# Du Fu
Du Fu of Tu Fu (Gongyi 鞏義市, 712 – Xiangjiang, 湘江 770) (jiaxiang: Hubei, Xiangfan 湖北省襄樊市) was een Chinees dichter ten tijde van de Tang-dynastie.

## Biografie
Du Fu was afkomstig uit een familie die over voldoende middelen beschikte om hem voor ambtelijke examens op te leiden. Hij had verschillende betrekkingen aan het keizerlijk hof en bij plaatselijke overheden, maar wist nooit een hoge positie te bereiken. Een groot deel van zijn leven was hij dan ook onbemiddeld en leidde hij een zwervend bestaan, mede als gevolg van de burgeroorlog die volgde op de opstand van An Lushan, vanaf 755. Zijn werk is beïnvloed door zowel het confucianisme als door het taoïsme; die laatste vorm van spiritualiteit was dominant in het keizerlijk bestuur van zijn tijd. Vooral in zijn latere werk is de invloed merkbaar van het boeddhisme.
In zijn poëzie is de bitterheid over zijn lot verwoord. Ook beschrijft hij in zijn gedichten de corruptie en onpersoonlijke behandeling en wreedheden aan het keizerlijk hof en het lijden van het arme deel van de bevolking als gevolg van de onmogelijkheid om zich aan hun lot te ontworstelen. Typerend voor zijn stijl zijn de ironische passages over het door de armoe veroorzaakte sociale en geestelijke afglijden van de mens. Zijn werk wordt nog steeds gelezen en hij wordt binnen en buiten China beschouwd als een van de grootste Chinese dichters.
Van veel belang voor leven en werk van Du Fu was de relatie met de elf jaar oudere dichter Li Bai. Aan hem droeg Du Fu enkele gedichten op; gedichten van Li Bai gericht aan Du Fu zijn echter niet bewaard gebleven. De poëzie van beiden is sterk verschillend van aard: Li Bai is de dichter van het exotische en de mens als nietig onderdeel van natuur en universum, Du Fu is vooral een "humanistisch dichter" met veel aandacht voor de armoede, honger en oorlog die de bevolking trof..
Tot de vroege bewonderaars van het werk van Du Fu behoren de dichters Bai Juyi (772–846) en Yuan Zhen (779–831). Het is mede aan die bewondering te danken dat zo veel van Du Fu's gedichten zijn overgeleverd. Ook de bekendste Chinese dichter van de twintigste eeuw, Lu Xun, en de stichter van de Volksrepubliek China, Mao Zedong, hebben zich lovend over Du Fu uitgelaten.
De meest uitgebreide biografie is die van William Hung (zie Bibliografie).

## Karakter van Du Fu's poëzie
Du Fu’s poëzie is veelal autobiografisch. Zijn gedichten beschrijven zijn jeugd als jongen van goeden huize die de omgeving verbaasde met gedichten waarin overmoed streed met melancholie, zijn tienjarig verblijf als keizerlijk ambtenaar in de hoofdstad van de Chang’an (Eeuwige Vrede), de verwoestende opstand in 755; en de jaren van Du Fu’s ballingschap die eindigden met zijn dood in het verre zuiden.
Illustratief voor dat autobiografisch karakter is het beroemdste gedicht van Du Fu, tevens het langste in dat van zijn oeuvre bewaard is gebleven: 'Reis naar het noorden.' Het beschrijft de vlucht van Du Fu voor de rebellen die de hoofdstad hebben veroverd en de keizer van de Tang-dynastie verdreven. De reis begon waarschijnlijk rond 17 september 757. Du Fu reisde naar zijn gezin dat zich eerder in veiligheid had gebracht. Het gedicht begint met de afscheidsaudiëntie in het paleis:
"Ik kreeg - ik schaam me voor het voorrecht - / speciaal verlof om mijn druiven en bramen terug te zien. / Ik neem vol respect afscheid van de hovelingen / die ik, nog niet gerust, pas na lange tijd verlaat."
Dan gaat hij op weg, vergezeld van een knecht. Het meest te vrezen is een ontmoeting met de rebellen, de Tijgers die zich in de bergen ophouden:
"Heel langzaam vorderen we over de akkerpaden - / af en toe de rook van een huis in de woestenij. / Wie we tegenkomen is meestal gewond, / zucht en steunt of bloedt zelfs nog ... / Verder trekkend door koude, tuimelende bergen / passeren we vaak grotten waar paarden drinken. / Daar kruist een woeste Tijger ons pad, / de grijze rotsen splijten van zijn gebrul."
Na enige dagen bereiken ze een strategische bergpas, waar niet lang daarvoor hevig strijd is geleverd met de rebellen:
"Ransuilen roepen uit donkere moerbeibomen, / muizen houden wacht bij hun omwoelde holen. / In diepe nacht passeren we een oud slagveld, / een koude maan schijnt op witte beenderen. / Hier is de pas van Tong, waarom zijn indertijd / een miljoen man zo schielijk hier gevlucht? / Het heeft zo moeten zijn, half ons leger was gewond, /
gebroken, of 'tot andere wezens overgegaan'."
Doodziek komt Du Fu eindelijk thuis. Vrouw en kinderen, met nauwelijks een fatsoenlijk kledingstuk meer aan hun lijf, huilen. De zoon ziet doodsbleek. Du Fu kruipt gal spuwend en met diarree in bed. Maar dan vermant hij zich. Hij pakt de cadeautjes uit, zijde, dekens, mascara:
"Mijn vermagerde vrouw kan weer stralen, / de meisjes kammen al zelf hun haar / en willen alles doen net als moeder: / met ochtendcrème smeren ze zich vol / en later, als ik hun oogzwart en rouge geef, / verven ze zich enorme ogen. / Ik leef weer nu ik mijn kinderen zie, / ik geloof dat ik de ellende vergeet, / en al dat gevraag en getrek aan mijn baard, / kan ik boos zijn of ze tegenhouden?"

## Gedicht
Hoewel Li Bai in dit gedicht wordt genoemd, gaat dit over de dichter Qu Yuan. Dat blijkt uit de laatste zin: Qu Yuan kwam om door in de Milo-rivier te springen. Door een gedicht te offeren kan men hem eren. Li Bai aan de horizon kan daarom gelezen worden als "een eerdere dichter" of "een eerdere Li Bai".

Denkend aan Li Bai aan de horizon

Koude wind steekt op aan de horizon

Wat voor gedachten heeft een heer

Wanneer zullen de wilde ganzen komen?

Rivieren en meren zijn vol herfstwater

Literatuur en werelds succes zijn tegengesteld,

Demonen bejubelen menselijk falen.

Praat tezamen met de gehate dichter,

Gooi een gedicht in de Milo-rivier.

Du Fu 

## Nederlandse vertalingen
- Daan Bronkhorst (1985).Honderd Chinese gedichten van achttien dichters uit 400 tot 1400. Baarn: De Prom.. ISBN 90-6801-036-0
- Daan Bronkhorst (1994).Chinese dichters. Drieduizend jaar Chinese poëzie. Baarn: De Prom. ISBN 90-6801-396-3
- Du Fu (1985). De verweesde boot. Klassieke Chinese gedichten. Vertaling Wilt Idema. Amsterdam: Meulenhoff. ISBN 90-290-2398-8
- W L Idema (2000). Spiegel van de klassieke Chinese poëzie. Amsterdam: Meulenhoff. ISBN 90-290-6597-4
- W.L. Idema (2008). Transparante tranen. Amsterdam: Atlas. ISBN 978-90-450-0101-2
- Daan Bronkhorst (2009). Chinese stemmen. Breda: De Geus. ISBN 978-90-445-1355-4